# Podgórze

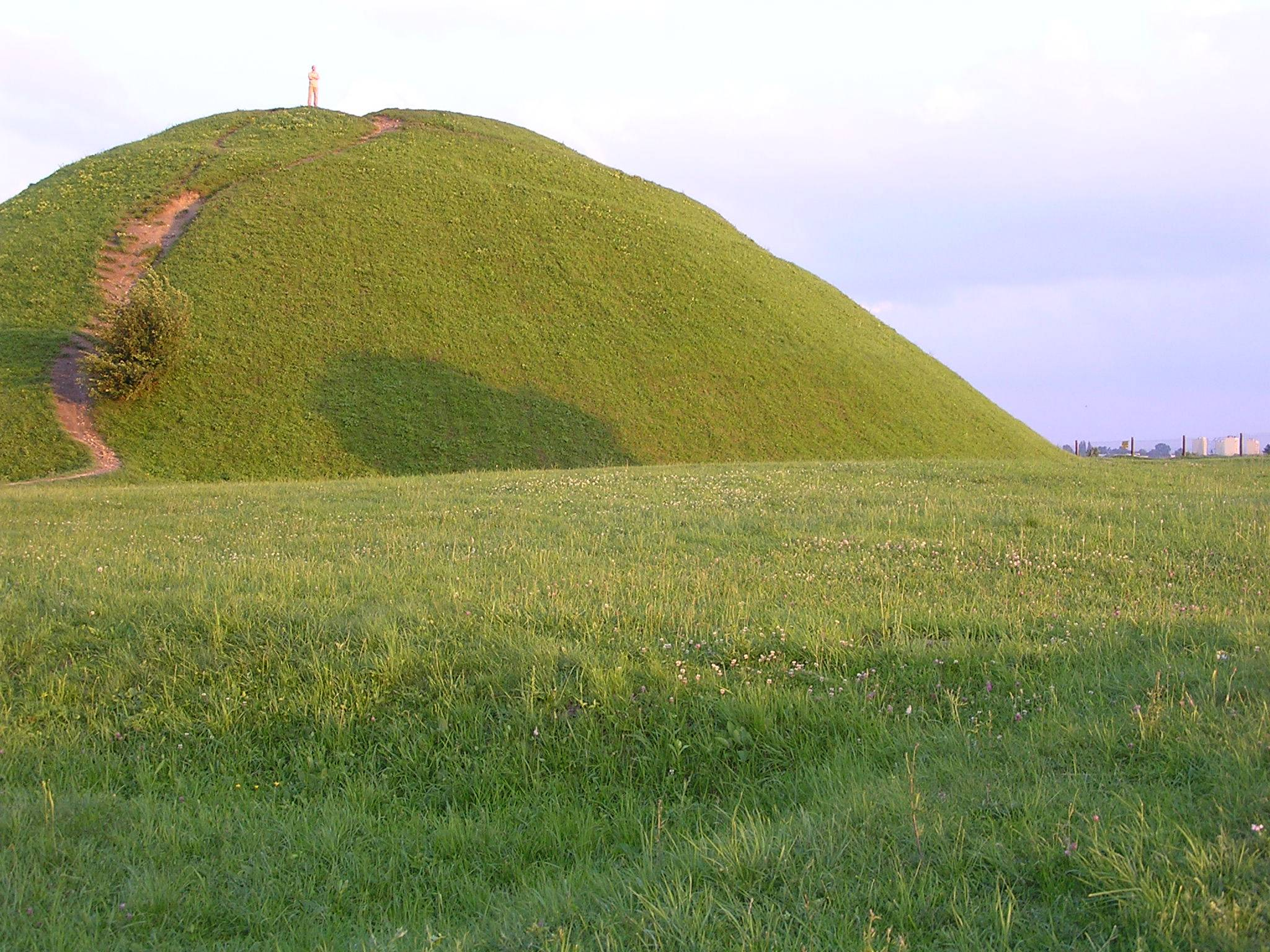
Krakova mohyla

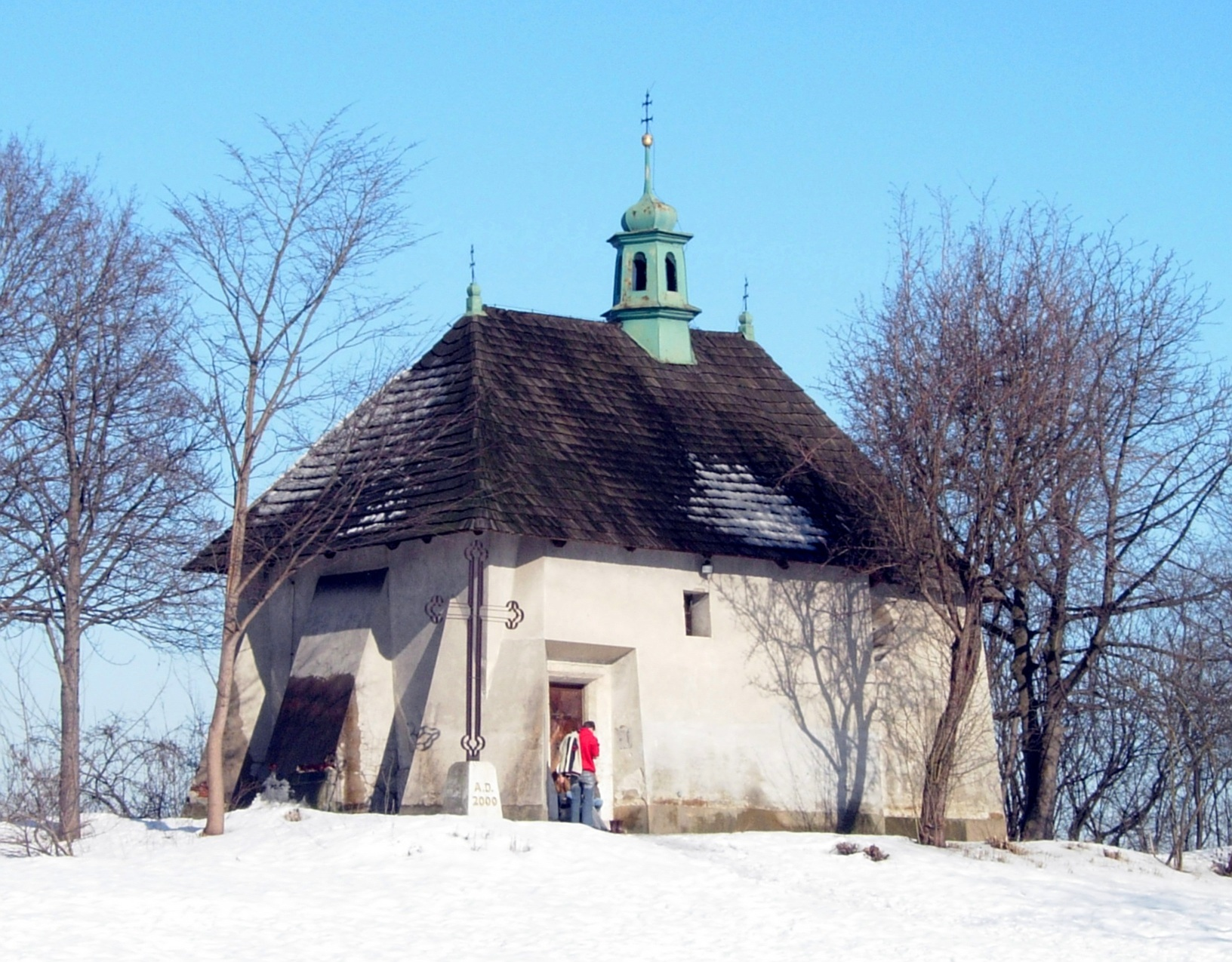
kostel sv. Benedikta

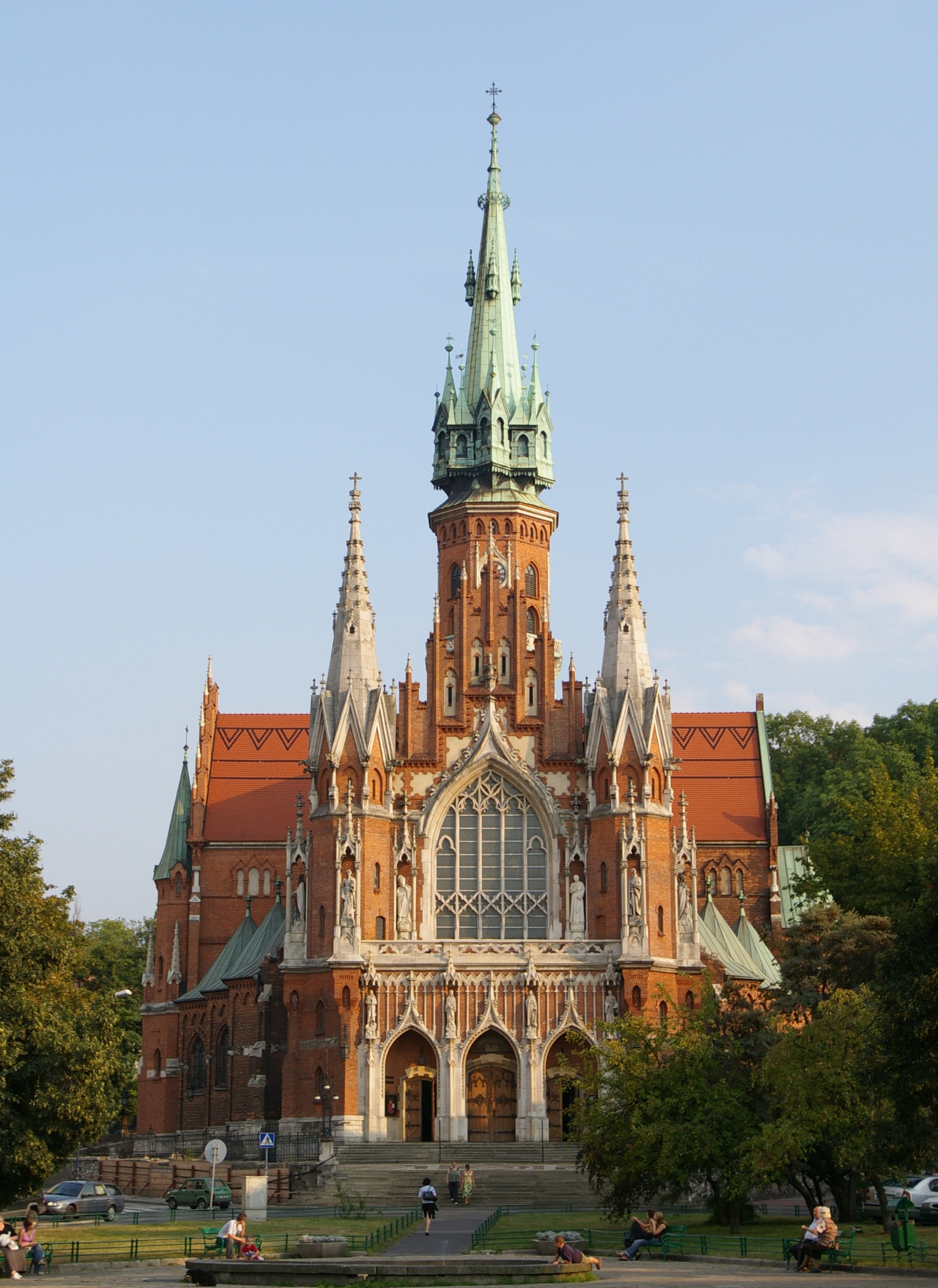
kostel sv. Josefa

Podgórze je dnes historickou částí Krakova. V letech 1784–1915 byla tato část centrální a současně nejstarší část samostatného města Podgórze. Od roku 1915 se stala součástí Krakova. V letech 1915–1991 byla centrem větší administrativní části Krakova, do níž spadaly kromě dnes existující městské části XIII Podgórze i další městské části: Dębniki, městská část IX Łagiewniki-Borek Fałęcki, městská část X Swoszowice, městská část XI Podgórze Duchackie a městská část XII Bieżanów-Prokocim.
Dnes je Podgórze centrem městské části XIII Podgórze, do které jsou navíc zahrnuty další krakovské čtvrti: Łutnia, Mateczny, Płaszów, Przewóz, Rybitwy, Zabłocie.
Rozloha Podgórza je 130,9 km². Na jeho území se nachází např. důležitý železniční uzel Kraków-Płaszów, krakovské televizní centrum (Telewizja Polska Kraków), univerzitní dětská nemocnice atd.
V letech 1941–1943 zde bylo vytvořeno ghetto, v němž byli soustředěni všichni krakovští Židé. Zlikvidováno bylo v březnu 1943 a jeho obyvatelé byli odeslání do koncentračních táborů.

## Zajímavá místa Podgórza
- Apteka "Pod Orłem" – (česky lékárna U Orla) součást Historického muzea města Krakova s expozicí věnované židovskému ghettu a táboru v Płaszowě, jediná lékárna fungující v nacistických ghettech [1].
- továrna "Emalia" – v letech 1939–1944 továrna na smaltované výrobky (Deutsche Emailewaren-Fabrik), později také vojenského vybavení. Od roku 1939 byla pod vedením Oskara Schindlera.
- pevnost sv. Benedikta – obranná dělová věž, součást bývalé Pevnosti Krakov (Festung Krakau) z let 1853–1856.
- rakouský fortifikační systém– část obranného opevnění Pevnosti Krakov
- kamenolom "Liban" – v době druhé světové války pracovní tábor, místo natáčení Schindlerova seznamu
- Krakova mohyla – uměle navršený kopec, který je imaginárním mohylou legendárního Kraka.
- kostel sv. Benedikta – vznikl na místě dřívějšího kostela (rotundy pocházející období kolem roku 1000)
- kostel sv. Josefa – farní kostel, postavený v letech 1905–1909 podle projektu Jana Sas-Zubrzyckého
- magistrát – Podgórská radnice z let 1844–1854
- Přírodní rezervace "Bonarka" – někdejší kamenolom, krasová oblast
- Nowy Cmentarz Podgórski (čes. nový podgórský hřbitov)
- Stary Cmentarz Podgórski (čes. starý podgórský hřbitov)